# Dohrniphora orientalis
Dohrniphora orientalis är en tvåvingeart som beskrevs av Ignaz Rudolph Schiner 1868. Dohrniphora orientalis ingår i släktet Dohrniphora och familjen puckelflugor. Inga underarter finns listade i Catalogue of Life.